# مجاور (اسم)
مجاور هو اسم علم مذكر من أصل عربي، ومعناه هو الجار اللصيق بالدار.

## وصلات خارجية
- موسوعة السلطان قابوس لأسماء العرب